# 캐롤 휴즈

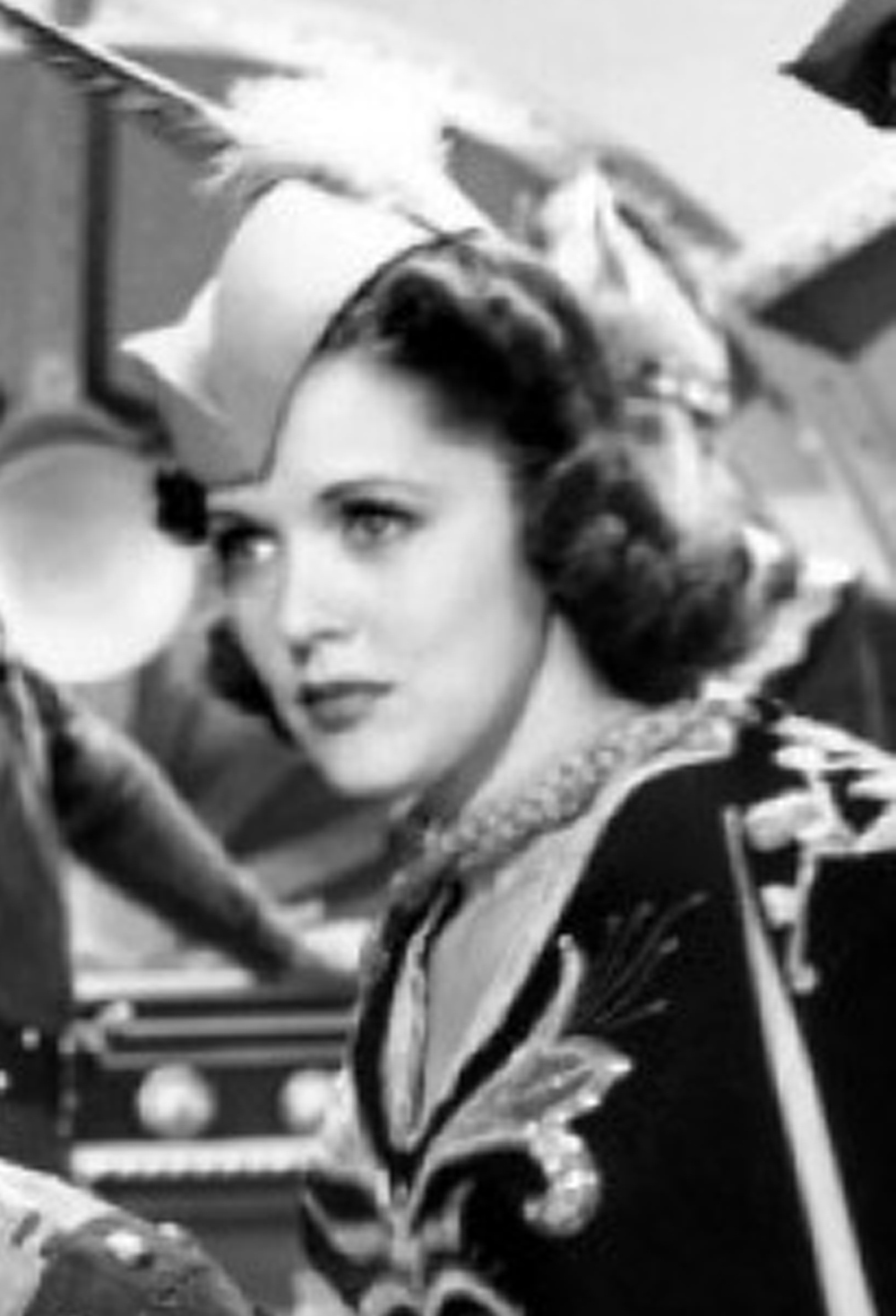

캐롤 휴즈(Catherine Mabel Hukill, 1910년 1월 17일 ~ 1995년 8월 8일)는 미국의 배우, 연극 배우, 영화배우이다.
시카고에서 태어났으며 버뱅크에서 사망하였다.

## 영화
- 스카라무슈 (1952년)
- 죽음의 카운트다운 (1950년)
- 독신남 (1947년)
- 왓츠 버진, 커즌? (1943년)
- 럭키 조단 (1942년)
- 쉽 아호이 (1942년)
- 아이 매리드 언 엔젤 (1942년)
- 여자들 (1939년)
- 러브 어페어 (1939년)
- 쓰리 멘 온 어 호스 (1936년) - 오드리 트로우브릿지 역
- 실링 제로 (1936년)
- 싱잉 키드 (1936년)
- 조지 화이트의 1935 스캔달 (1935년)